# Pietro Bernardelli
Pietro Bernardelli (14. dubna 1803 Commezzadura-Piano – 6. března 1868 Trento) byl rakouský právník a politik italské národnosti z Tyrolska (respektive z Jižního Tyrolska), během revolučního roku 1848 poslanec Říšského sněmu.

## Biografie
Pocházel z rodiny obchodníka. Vystudoval gymnázium a právnickou fakultu. Poté, co získal titul doktora práv, působil jako advokát. Po krátké době ale advokacii opustil a výlučně se věnoval veřejným a politickým aktivitám. Byl starostou Trenta a předsedou spolku Congregazione di Gesù. V roce 1839 založil první zemědělskou společnost v Trentu, zaměřenou na podporu družstevní spolupráce rolníků. Byl vlastníkem několika významných staveb, například Palazzo Geremia (nynější sídlo městské samosprávy Trenta) nebo Villa Bernardelli (v městské čtvrti Gocciadoro, v současnosti dětská vesnička). Roku 1849 se uvádí jako Peter Bernardelli, advokát v Trentu.
Během revolučního roku 1848 se zapojil do veřejného dění. Ve volbách roku 1848 byl zvolen i na ústavodárný Říšský sněm. Zastupoval volební obvod Riva. Tehdy se uváděl coby advokát. Řadil se ke sněmovní pravici.
Liberální kruhy ho roku 1848 navrhly i do celoněmeckého Frankfurtského parlamentu, ale on kandidaturu odmítl, protože neviděl možnost obhajoby politických zájmů jižního Tyrolska v rámci německého sněmu.